# Stazione di Parigi Orsay
La stazione di Parigi Orsay (in francese gare d'Orsay, in origine gare du Quai d'Orsay, stazione di Quai d'Orsay, dal nome del lungofiume su cui si affaccia) era l'antica stazione di Parigi, capolinea della compagnia della Parigi-Orléans, situata nel VII arrondissement.
Progettata dall'architetto Victor Laloux nelle strutture edilizio, la stazione venne inaugurata il 28 maggio 1900, in occasione dell'esposizione universale. A partire dal 1939 venne limitata al traffico suburbano, e alla fine degli anni cinquanta venne fatta cadere in disuso. Iscritta nell'inventario dei monumenti storici nel 1973, dopo alcuni anni venne destinata a impieghi diversi, soprattutto come scenario del teatro mobile della compagnia Renaud-Barrault, e poi come sala per esposizioni e vendite della casa d'aste Drouot.
Nel 1986 l'ex stazione venne trasformata nel Museo d'Orsay, su progetto dell'architetto italiano Gae Aulenti. Sotto la sede del museo è stata costruita una nuova infrastruttura ferroviaria, la stazione di Parigi Museo d'Orsay.

## Storia

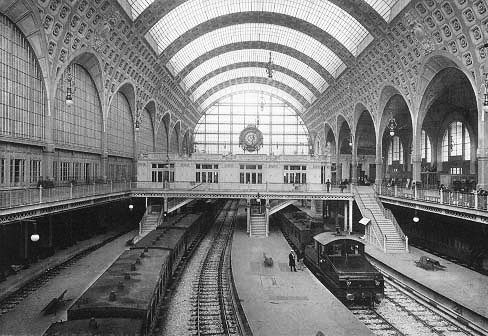
Interno della stazione agli inizi del XX secolo

La storia della stazione d'Orsay cominciò nel 1897, quando la Compagnie des Chemins de Fer d'Orleans acquistò dallo stato francese il terreno su cui sorgeva una caserma di cavalleria e il palazzo d'Orsay, sede del Ministero degli Esteri, poi della Corte dei Conti e del Consiglio di Stato. Questi due edifici, un tempo sontuosi, avevano subito un inevitabile degrado dopo la guerra civile del 1871, con incendi e devastazioni.
Scopo della compagnia ferroviaria era poter disporre di un arrivo più centrale per i treni provenienti dal sud-ovest della Francia, che allora convergevano sulla stazione d'Austerlitz, mal dislocata rispetto alle sedi degli edifici pubblici. La localizzazione sul quai d'Orsay, di fronte all'Assemblea Nazionale e nelle vicinanze della maggior parte dei ministeri, avrebbe permesso di accogliere meglio le delegazioni francesi che arrivavano a Parigi.
Essa doveva dunque rappresentare il savoir faire francese senza far sfigurare i quai della Senna, secondo il punto di vista dell'epoca. Questo è il motivo per cui Laloux ideò questo edificio come una modernissima struttura in vetro e metallo, ma mascherata da una monumentale facciata in pietra. Il suo progetto prevalse sui sei presentati e prevedeva anche un elegantissimo hotel di 360 camere, che servì non solo ad accogliere i viaggiatori, ma fu anche sede di congressi e incontri conviviali di associazioni e partiti politici.
Per la costruzione, durata poco più di due anni, vennero impiegate circa 12 000 tonnellate di ferro (il doppio che nella Torre Eiffel), e 35 000 m² di lastre di vetro.
Laloux si occupò personalmente della decorazione degli interni, sia dell'albergo che della stazione. Fu possibile arricchire la sua volta interna con stucchi e affreschi, alla condizione di aprire la stazione solamente ai treni a trazione elettrica, soluzione imposta anche dal lungo tratto in sotterranea che i treni dovevano percorrere per accedervi. Pertanto, i treni a vapore venivano fermati nella stazione di Austerlitz e la locomotiva veniva sostituita per permetterne l'ingresso nella stazione d'Orsay. Anche l'esterno della stazione, espressione del gusto fin-de-siècle, è ricco di abbellimenti secondo l'accademismo trionfante dell'epoca, e presenta due enormi orologi posti nei rosoni sui portali che danno verso la Senna, e tre grandi statue sulla sommità della facciata, che rappresentano le tre principali destinazioni dei treni della Compagnie d'Orléans: Orléans, Bordeaux e Nantes.
L'impatto sui visitatori dell'esposizione fu tale che anche gli architetti delle grandi stazioni statunitensi, come la Grand Central Terminal di New York e la Union Station di Washington, si ispirarono alla stazione d'Orsay.
All'inaugurazione, la stazione fu presentata come il primo terminale ferroviario urbano al mondo completamente elettrificato. Nonostante la sua dotazione di montacarichi, ascensori, reti elettriche e macchinari all'avanguardia, le ulteriori innovazioni tecniche nel campo dei trasporti la resero tuttavia obsoleta nel giro di poche decine d'anni, tanto che nel 1939 il traffico delle grandi linee fu spostato definitivamente alla stazione di Austerlitz, e i convogli locali continuarono ad arrivarvi solo fino agli anni cinquanta.
Durante la seconda guerra mondiale venne adibita a centro di spedizione e, dopo la liberazione, a centro di accoglienza per i convogli di prigionieri provenienti dalla Germania. Una targa, posta sulla facciata che guarda verso la Senna, ricorda ancora oggi questa vicenda.

## Riuso e recupero del fabbricato viaggiatori

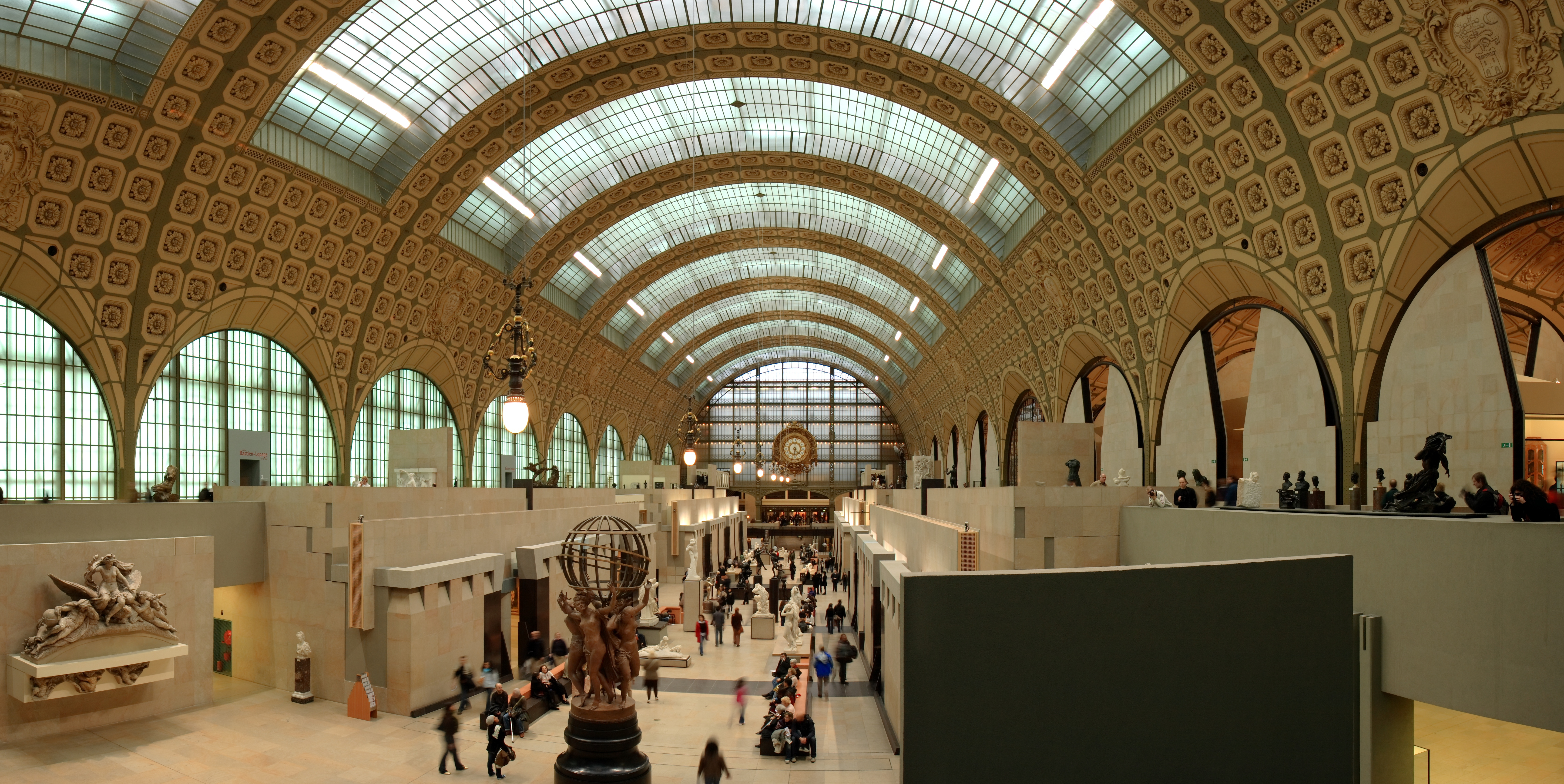
L'interno del museo d'Orsay

Il 19 maggio 1958 il gran salone dell'albergo fu teatro del discorso tenuto dal generale Charles de Gaulle in occasione della sua presa di potere, che di fatto metteva fine alla Quarta repubblica.
Nel 1962 servì da scenografia al film di Orson Welles Il processo, tratto dall'omonimo romanzo di Kafka.
Nel 1961 venne decretata la demolizione, dello storico fabbricato viaggiatori, ormai in disuso, in accordo con una corrente di pensiero che considerava kitsch tutte le opere monumentali all'insegna dell'eclettismo. La stessa corrente favorì l'abbattimento del Forum des Halles, avvenuto fra molte polemiche nel 1973.
Il governo Pompidou inserì la stazione in un programma di rinnovamento urbanistico della capitale francese, che prevedeva al suo posto un modernissimo albergo in acciaio e cristallo, ma l'edificio viene miracolosamente risparmiato e il 20 ottobre 1977 viene ufficialmente presa la decisione, su iniziativa del presidente Giscard d'Estaing, di trasformarlo in un museo.